# Salvador Alberdi
Salvador Alberdi fue un comerciante y político de origen español nacionalizado argentino. Adhirió al movimiento por la emancipación y participó activamente de la lucha por la independencia, desempeñando un importante papel en la defensa del norte argentino. Fue el padre de Juan Bautista Alberdi, abogado, jurista, economista, político, estadista, diplomático, escritor y músico argentino, autor intelectual de la Constitución Argentina de 1853.

## Biografía
Salvador Cayetano de Alberdi nació el 7 de julio de 1757 en Guetaria (Guipúzcoa), hijo de Manuel Ventura de Alberdi Elcano y Magdalena de Egaña Larzabal. Emigró al Río de la Plata y ya en 1778 se dedicaba al comercio en la ciudad de Buenos Aires. Por razones de salud se estableció en San Miguel de Tucumán, donde tenía una pulpería y su hogar, en calle 24 de Septiembre y 25 de Mayo.
Era un hombre culto, conocía el idioma francés y, gran admirador de Jean-Jacques Rousseau y del abate Guillaume-Thomas Raynal, reunía en su casa y negocio a la juventud tucumana a quienes leía el Contrato Social.
En 1803 fue nombrado delegado del Real Consulado para su provincia. Vecino principal de su ciudad, en 1804 fue designado para exponer al Virrey Rafael de Sobremonte los perjuicios que generaba a Tucumán la práctica monopólica en el comercio de aguardientes. Ese año estuvo también involucrado en proyectos viales de la provincia.
Al llegar las noticias de la primera invasión británica (1806), con el grado de capitán de milicias fue puesto al frente de la segunda compañía del regimiento de voluntarios del Tucumán, pero la reconquista de Buenos Aires hizo innecesaria la movilización.
Participó del cabildo abierto convocado para tratar la adhesión a la Junta constituida en Buenos Aires tras la Revolución de Mayo de 1810, apoyando fervientemente el movimiento: «adhirió a las causas de la revolución, de la que era participe la familia de su mujer, de los hijos, y lo que es más obvio, a los principios de libertad».
Participó del cabildo abierto que juró lealtad al Triunvirato (octubre de 1811), que reconoció al teniente gobernador Clemente Zavaleta (febrero de 1812) y al que juró fidelidad a la Asamblea General Constituyente (febrero de 1813).

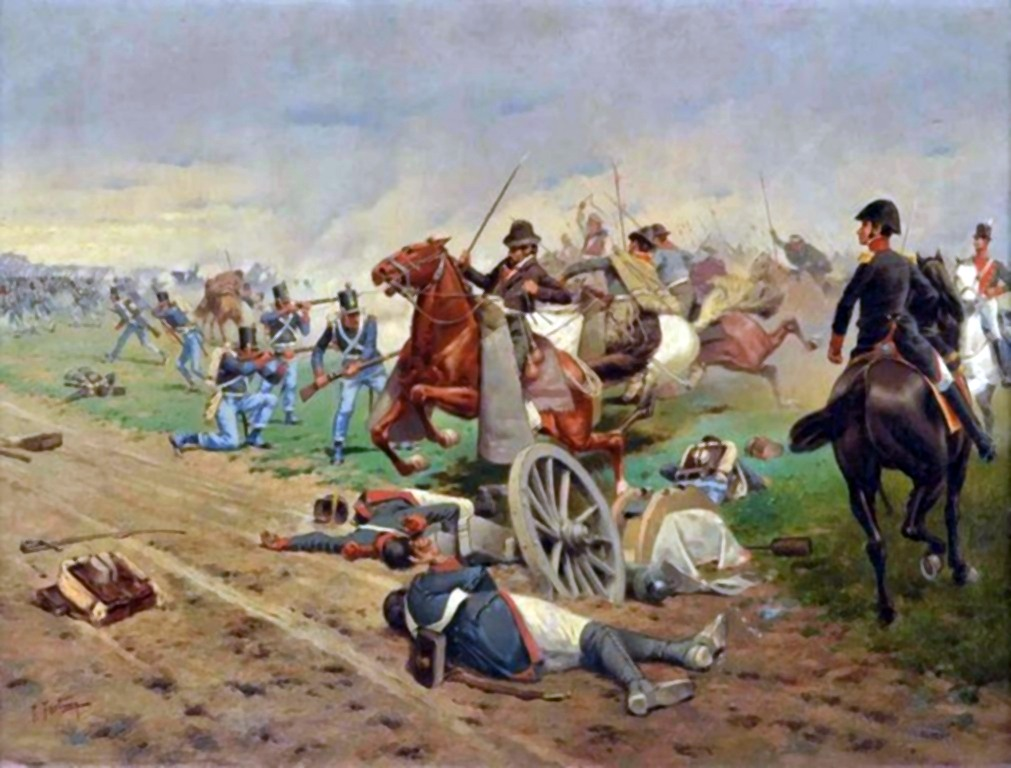
La Batalla de Tucumán, pintura de Francisco Fortuny (1865-1942)

Contribuyó económicamente al Ejército Auxiliador y a su recuperación tras el desastre en Huaqui.
Cuando el general Manuel Belgrano se hizo cargo del Ejército del Norte en marzo de 1812 , Alberdi «fue el mejor amigo de Belgrano» y cuando el comandante patriota resolvió no continuar el repliegue y presentar batalla, Alberdi se reintegró al regimiento de voluntarios del Tucumán y contribuyó decisivamente a los preparativos que culminarían en la decisiva victoria del 24 y 25 de septiembre de 1812.
Su contribución a la lucha por la independencia impulsó a que el Congreso de Tucumán acordara en su sesión del 29 de octubre de 1816 concederle formalmente la ciudadanía argentina.
Integró en numerosas oportunidades el Cabildo de Tucumán siendo nombrado finalmente regidor decano. Fue alcalde, defensor de menores y juez de primera instancia
En 1821 fue designado por la Corte de Justicia de la provincia para firmar un armisticio con el coronel Alejandro Heredia que avanzaba sobre Tucumán al frente de las tropas salteñas, tratado que fue desestimado por el gobernador Bernabé Aráoz, lo que desató la guerra. Integró la asamblea reunida a los efectos de conceder facultades extraordinarias al gobernador pero, pese a los lazos que lo unían a Aráoz, «al tomar la pluma para firmar el acta de ese nombramiento, se sintió enfermo, dejó la pluma sin firmar, se retiró a su casa». El disgusto a avalar tal decisión se debía, en palabras de su hijo, a que «no era enemigo del dictador, sino de la dictadura».

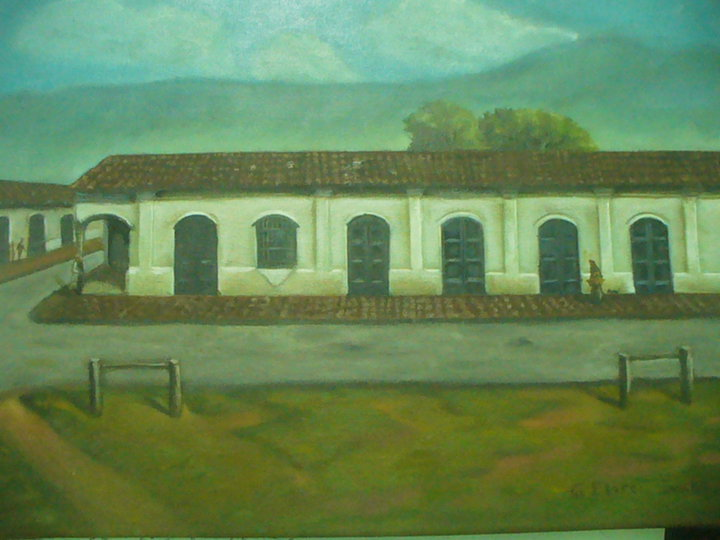
Casa de Salvador Alberdi (óleo)

Murió en la noche de ese mismo día, el 3 de marzo de 1822, en su casa de la calle 25 de Mayo, frente a la plaza de la Independencia, en San Miguel de Tucumán.
Era bajo de estatura, de cuerpo enjuto y ágil, y tenía cabello negro.
Había casado el 17 de febrero de 1790 con Josefa Rosa de Aráoz y Valderrama, con quien tuvo 5 hijos:María del Rosario, Ignacio, Felipe, Manuel Ventura, María del Tránsito y Juan Bautista Alberdi Aráoz. Su esposa falleció en agosto de 1810 al dar a luz al último.
Una escuela en la localidad de Blanco Pozo, departamento Cruz Alta (provincia de Tucumán), lleva su nombre.